# Camponotus chalceus
Camponotus chalceus är en myrart som beskrevs av W. C. Crawley 1915. Camponotus chalceus ingår i släktet hästmyror, och familjen myror. Inga underarter finns listade.